# MaasWaalpad

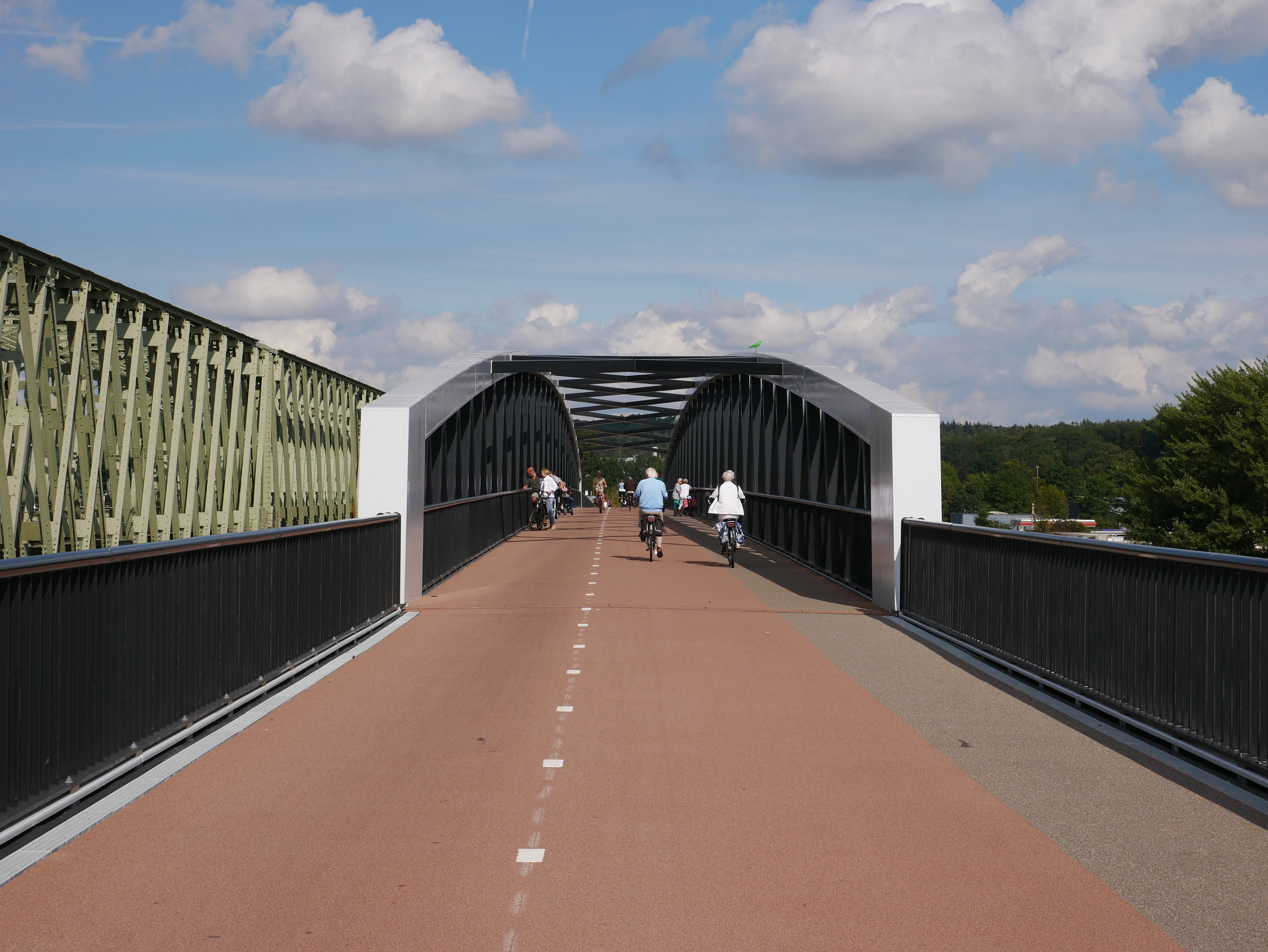
De in 2020 gereedgekomen brug over de Maas, die onderdeel uitmaakt van de snelfietsroute, gezien vanaf de Cuijkse kant in de richting van Molenhoek. Ter linkerzijde ligt de spoorbrug Mook.

Het MaasWaalpad is een Nederlandse snelfietsroute, die loopt vanaf het Nijmeegse Heyendaal naar het centrum van het Noord-Brabantse Cuijk. Het is een vrijliggende snelfietsroute waar fietsers nauwelijks hoeven te wachten bij verkeerslichten. De route kent een lengte van 11,9 kilometer, hiermee werd de afstand met 2,5 kilometer verkort. Voor de aanleg is een nieuwe brug over de rivier de Maas gebouwd, de Maasover, die zijn naam kreeg middels een publiekswedstrijd. De aanbruggen zijn van beton en de hoofdoverspanning is uitgevoerd in staal.
De aanleg van het MaasWaalpad was een project waarbij drie provincies (Gelderland, Noord-Brabant en Limburg) en vier gemeenten (Cuijk, Mook en Middelaar, Heumen en Nijmegen) betrokken waren - dit zijn de overheden die verantwoordelijk zijn voor het fietspad. Ook het ministerie van Infrastructuur en Waterstaat maakte onderdeel van de samenwerking uit. De kosten van het project beliepen 21,9 miljoen euro (inclusief 12 miljoen voor de brug).
De snelfietsroute is op 26 september 2020 geopend.